# 침대 (드라마)
《침대》는 1989년 3월 31일에 방영한 KBS 드라마게임이다.

## 줄거리
이 실장은 상업 사진작가로 탄탄한 기반을 닦아가는 일속에 파묻혀 살고, 아내 민희는 남편과 자식을 나가고 난 뒤 가정에 파묻혀 소외감으로 갈등을 겪는다. 중년에 접어든 민희는 이런 생활에 점점 지쳐가고 옛날에 하던 그림을 다시 시작하려고 창고 속에 있던 화구를 꺼낸다. 어느 날 예전에 자주 드르던 화방에 갔던 민희는 우연히 자신이 좋아했던 옛 선배를 만난다.

## 등장 인물

### 주요 인물
- 김용건 : 이 실장 역
- 김창숙 : 민희 역
- 노주현 : 민희의 선배 역
- 윤미선

### 그 외 인물
- 최명수
- 김소원 : 민희의 시어머니 역
- 정재순 : 민희의 선배 역
- 한정국
- 이한위 : 촬영 스텝 역
- 유기숙
- 이승민 : 민희의 큰딸 역
- 김민정 : 민희의 작은딸 역

## 토론
- 진행자 : 김재원